# Hohenbergia
Hohenbergia är ett släkte av gräsväxter. Hohenbergia ingår i familjen Bromeliaceae.

## Bildgalleri

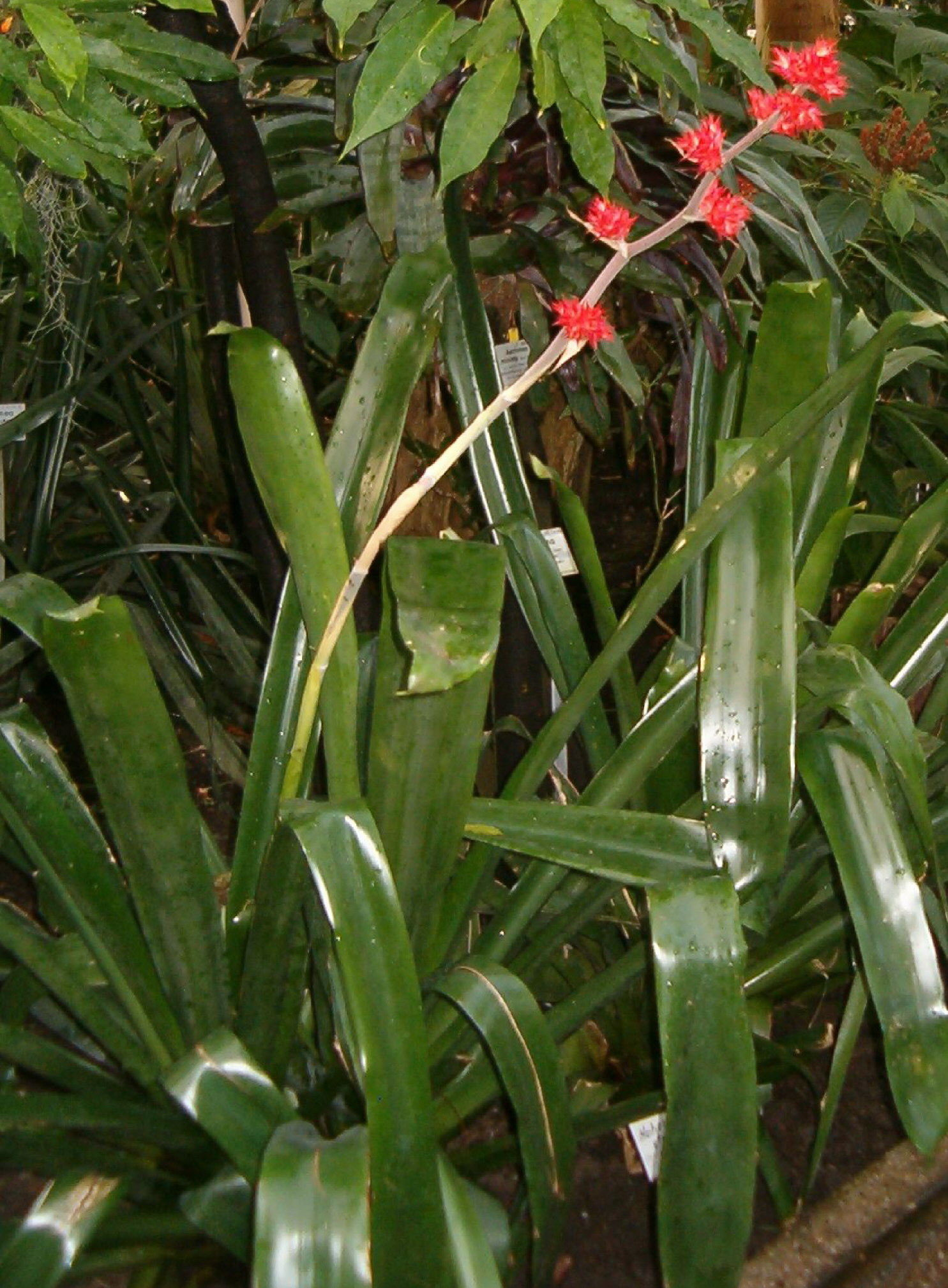
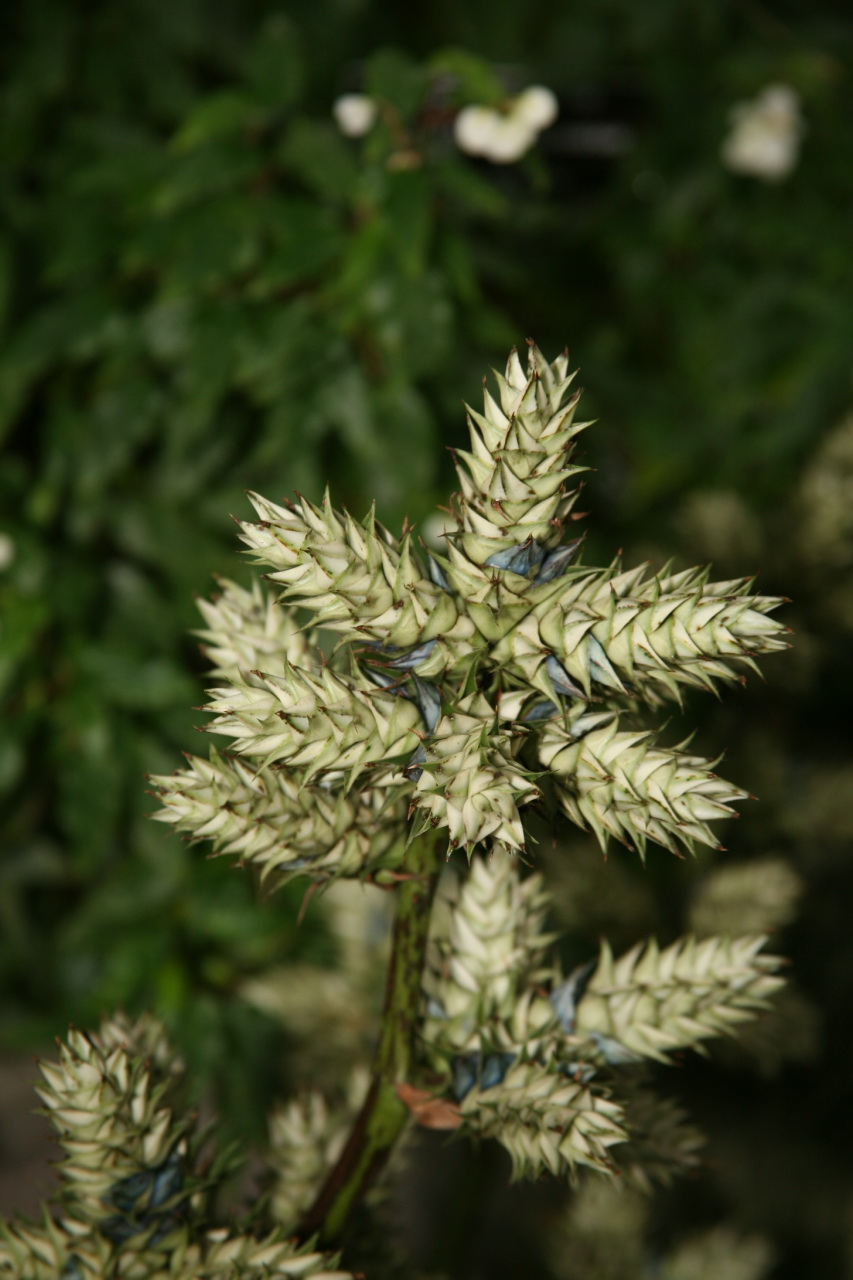
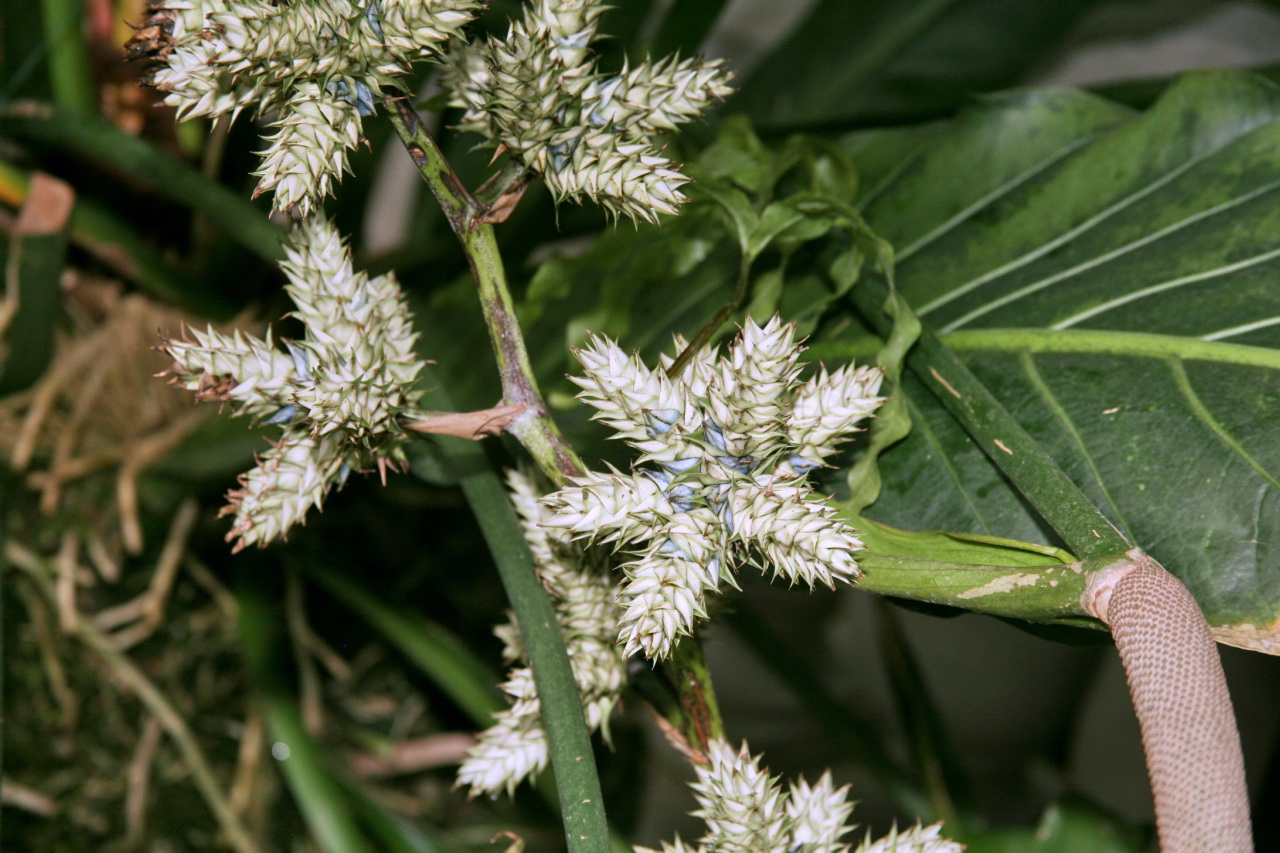
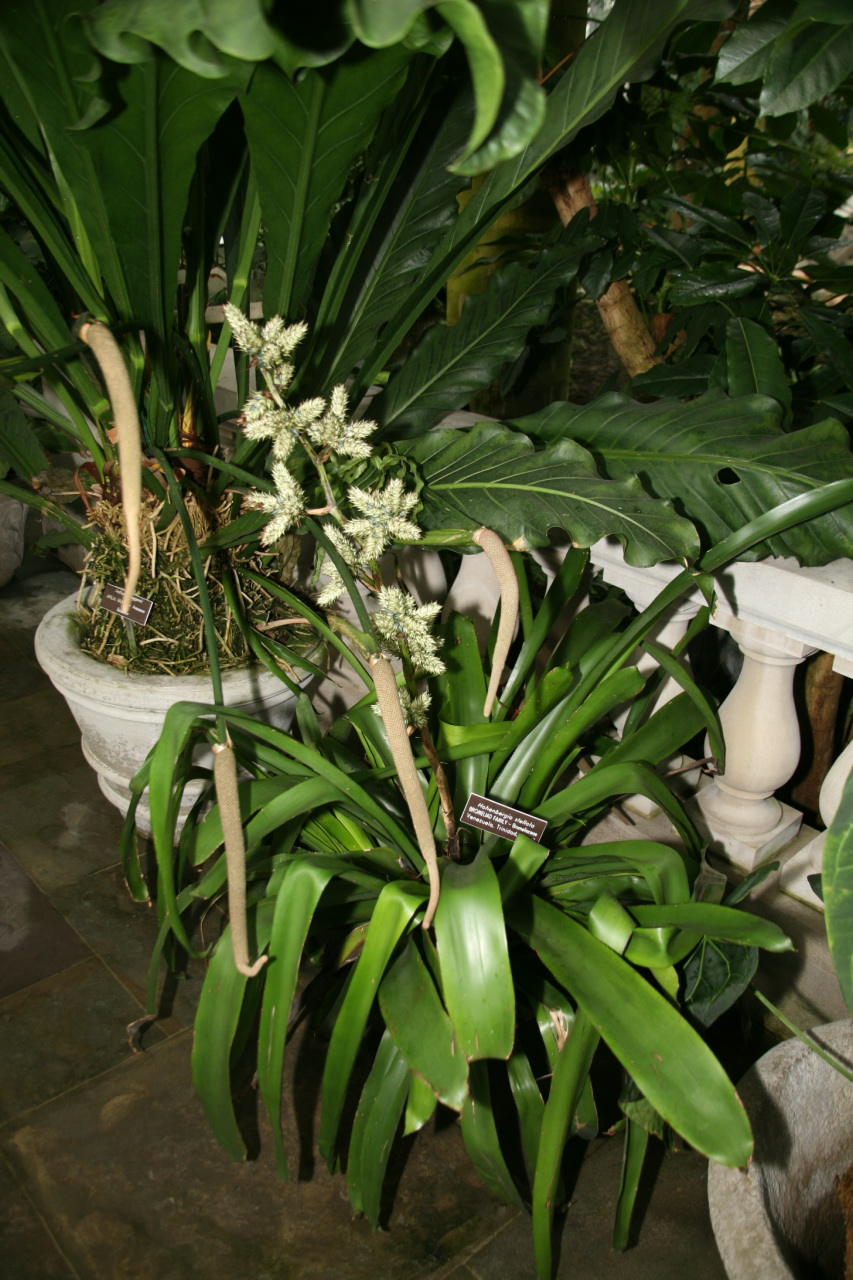

## Dottertaxa tillHohenbergia, i alfabetisk ordning[1]
- Hohenbergia abbreviata
- Hohenbergia andina
- Hohenbergia antillana
- Hohenbergia augusta
- Hohenbergia belemii
- Hohenbergia blanchetii
- Hohenbergia brachycephala
- Hohenbergia brittoniana
- Hohenbergia burle-marxii
- Hohenbergia capitata
- Hohenbergia castellanosii
- Hohenbergia catingae
- Hohenbergia caymanensis
- Hohenbergia conquistensis
- Hohenbergia correia-arauji
- Hohenbergia distans
- Hohenbergia edmundoi
- Hohenbergia eriantha
- Hohenbergia eriostachya
- Hohenbergia estevesii
- Hohenbergia fawcettii
- Hohenbergia flava
- Hohenbergia gnetacea
- Hohenbergia hatschbachii
- Hohenbergia humilis
- Hohenbergia inermis
- Hohenbergia itamarajuensis
- Hohenbergia jamaicana
- Hohenbergia laesslei
- Hohenbergia lanata
- Hohenbergia lemei
- Hohenbergia leopoldo-horstii
- Hohenbergia littoralis
- Hohenbergia membranostrobilus
- Hohenbergia mesoamericana
- Hohenbergia minor
- Hohenbergia mutabilis
- Hohenbergia negrilensis
- Hohenbergia oxoniensis
- Hohenbergia pabstii
- Hohenbergia penduliflora
- Hohenbergia pennae
- Hohenbergia polycephala
- Hohenbergia portoricensis
- Hohenbergia proctorii
- Hohenbergia ridleyi
- Hohenbergia rosea
- Hohenbergia salzmannii
- Hohenbergia sandrae
- Hohenbergia spinulosa
- Hohenbergia stellata
- Hohenbergia undulatifolia
- Hohenbergia urbaniana
- Hohenbergia utriculosa
- Hohenbergia vestita